# 坎頓 (愛荷華州)
坎頓（英語：Canton）是位於美國愛荷華州傑克遜縣和瓊斯縣的一個非建制地區。

## 地理
坎頓所處的海拔為高於海平面222米（即728英呎），而該地所採用的時區為UTC-6，即北美中部時區（CST）。同時該地設有夏令時間，為UTC-6調快一小時，即UTC-5（CDT）。